# Iki (Nagasaki)
Iki ou Iqui (壱岐市 -shi) é uma cidade localizada na província de Nagasaki, no Japão.
Em 2004, a cidade tinha uma população estimada em 33 202 habitantes e uma densidade populacional de 239,81 habitantes por quilómetro quadrado. Tem uma área total de 138,45 km².
Recebeu o estatuto de cidade em 2004.